# Memorial ao Soldado Internacionalista Soviético
O Memorial ao Soldado Internacionalista Soviético (em castelhano:  Memorial al Soldado Internacionalista Soviético) é um monumento e mausoléu situado a sudoeste de Havana, em Cuba. Inaugurado em 23 de fevereiro de 1978, ele contém os restos mortais de 68 militares soviéticos que morreram em Cuba durante a década de 1960. Há uma chama eterna e uma cápsula do tempo no centro do memorial.

## História
Localizado a oeste da capital, o local abriga os restos mortais de 67 combatentes soviéticos, com idades entre 20 e 30 anos, que morreram em acidentes enquanto prestavam serviços às Forças Armadas Revolucionárias (FAR) de 1960 a 1964. Em 23 de fevereiro de 1978, por ocasião do 60º aniversário do Exército Vermelho da URSS, o monumento foi inaugurado pelo General-de-Exército Raúl Castro, então Ministro das Forças Armadas Revolucionárias. Na inauguração foi acessa a chama eterna em memória aos soldados internacionalistas soviéticos e, diante dela, jovens da antiga União Soviética enterraram uma mensagem dedicada à juventude de 2068.

### Cerimonial

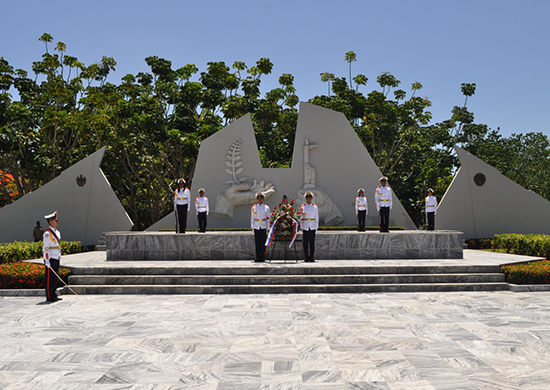
Guarda de honra cubana diante do memorial.

As delegações russas consideram o mausoléu uma parada obrigatória durante sua estadia em Cuba, pois ele representa um pedaço da Rússia em solo cubano. São celebrados os cerimoniais da criação de Exército Vermelho, em 23 de fevereiro de 1918, conhecido como Dia do Defensor da Pátria, e o Dia da Vitória na Europa, que é celebrado em 8 de maio no Ocidente e 9 de maio na Rússia. Entre os visitantes mais ilustres estão o presidente russo Vladimir Putin em 2009 e 2014, e o líder da Igreja Ortodoxa Russa, o Patriarca Kirill; os quais depositaram uma coroa de flores no monumento. Na ocasião da visita de 2014, a Rússia perdoou 90% da dívida cubana da era soviética, que totalizava mais de US$ 35 bilhões. Segundo o presidente russo, o restante seria investido em educação na ilha de Cuba. O então presidente Raúl Castro, que o acompanhava, afirmou que o acordo da dívida foi “outra grande e tangível generosidade do povo russo para com Cuba”.

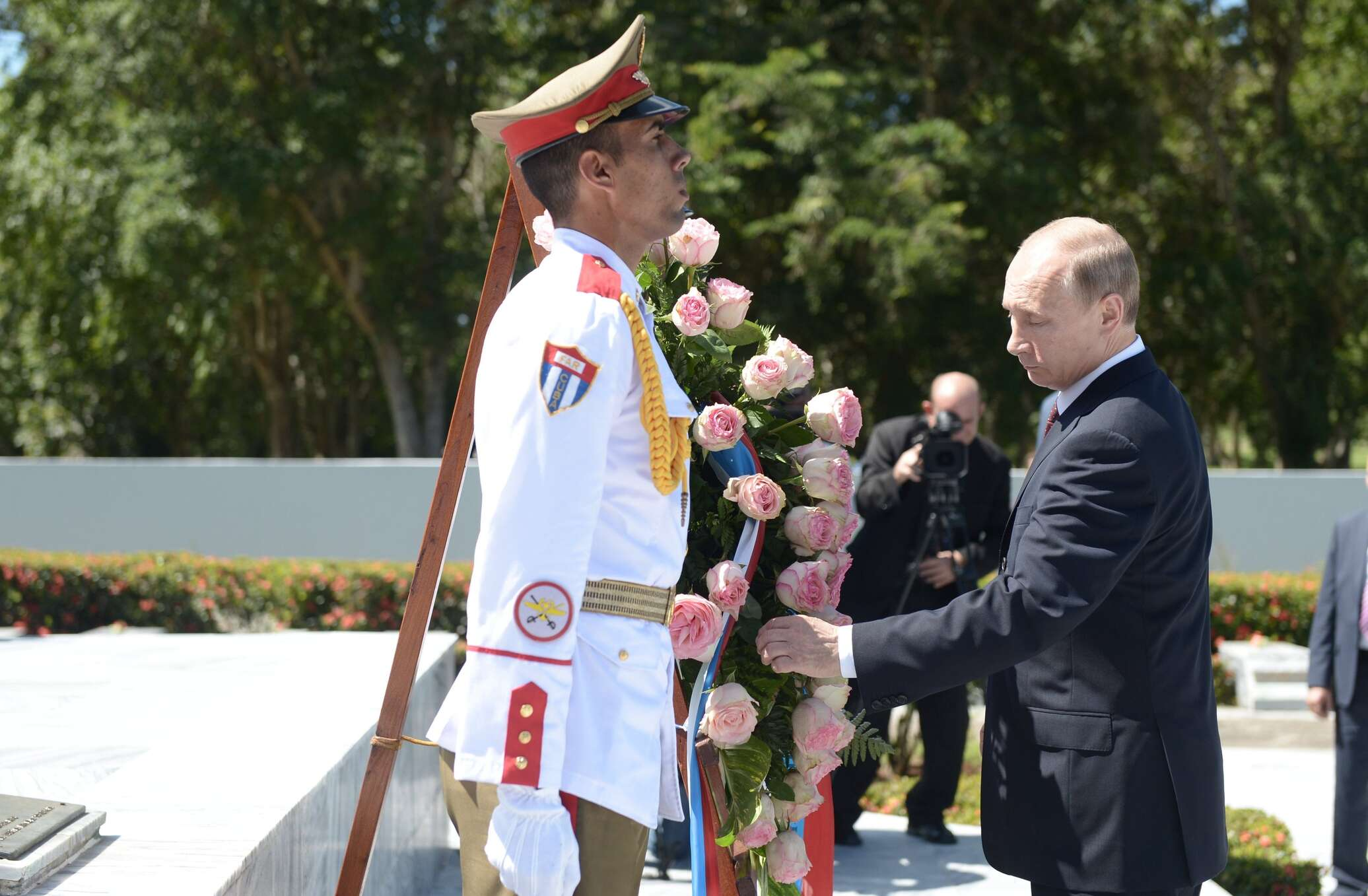
O presidente russo Vladimir Putin depositando uma coroa de flores no Memorial aos Soldados Internacionalistas Soviéticos, em 2014.

Em 2020, mesmo com as restrições da pandemia de COVID-19, o cerimonial foi realizado marcando os 75 anos da vitória sobre a Alemanha Nazista. O General-de-Brigada Jorge Luis Méndez de la Fe, chefe da Direção Política das Forças Armadas Revolucionárias de Cuba (FAR) proferiu um discurso dizendo: "A vitória dos povos da antiga União Soviética sobre o fascismo não apenas preservou a vida de milhões de pessoas, como também salvou o legado milenar da cultura humana, o senso de dignidade humana e seu mundo espiritual." O General Méndez de la Fe relembrou momentos da guerra e enfatizou a coragem do povo soviético no que ele descreveu como "um triunfo da humanidade progressista", além de destacar os laços históricos entre Cuba e Rússia, que celebraram naquele dia o 60º aniversário do restabelecimento das relações diplomáticas entre Havana e Moscou. Por sua vez, o embaixador russo em Cuba, Andrei Guskov, revisou as principais conquistas militares do Exército Vermelho e lembrou a presença de três cubanos nas fileiras soviéticas, um dos quais caiu em combate.

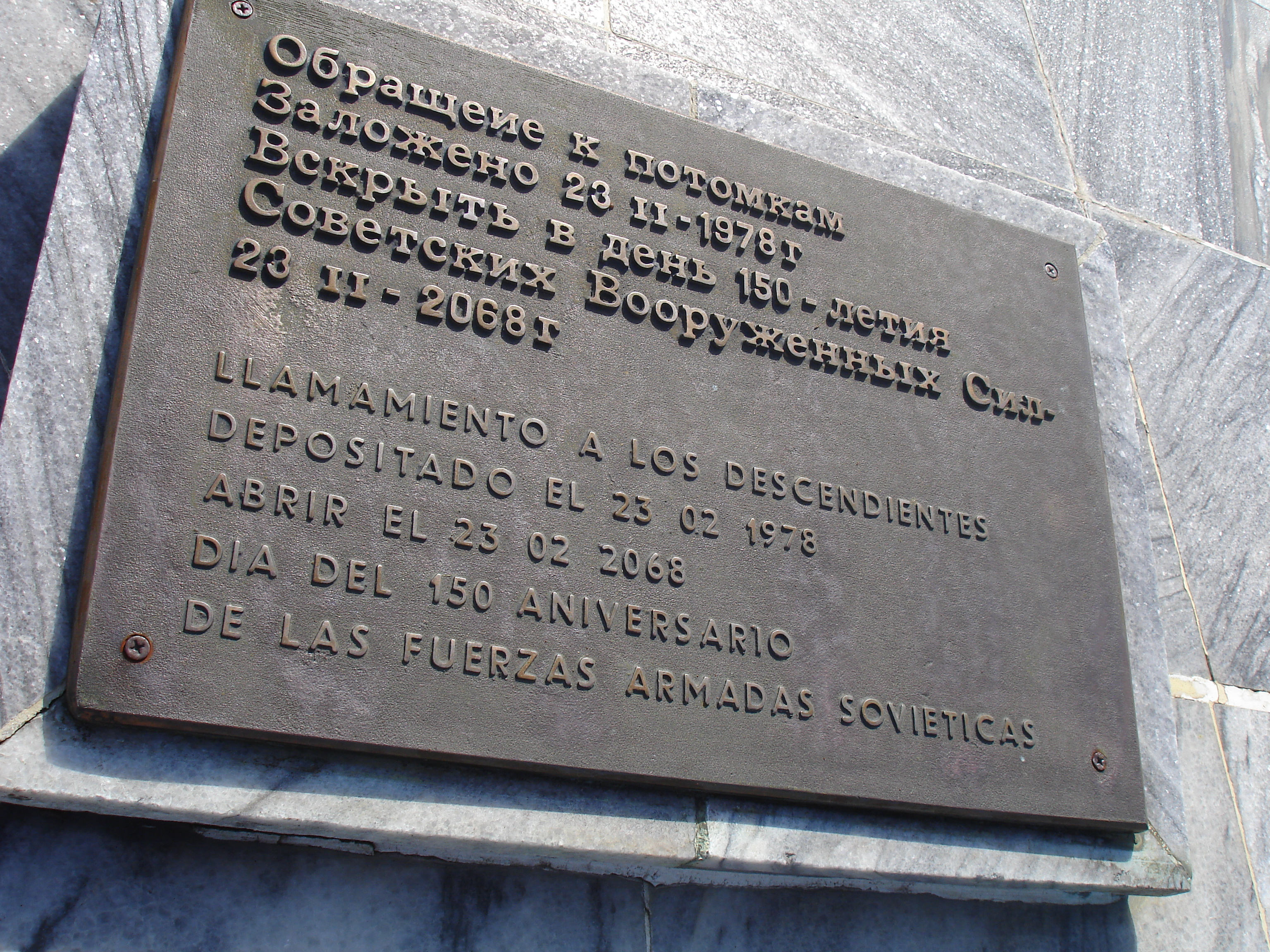
Placa da cápsula do tempo: "Apelo aos descendentes, depositado em 23 de fevereiro de 1978, a ser aberto em 23 de fevereiro de 2068, dia do 150º aniversário das Forças Armadas Soviéticas".

Durante a cerimônia, foi inaugurado um monumento ao General do Exército Issa Aleksandrovich Pliyev, duas vezes Herói da União Soviética na Segunda Guerra Mundial, e que foi nomeado comandante do grupo de tropas soviéticas em Cuba durante a Crise dos Mísseis de 1962. Também foi inaugurada uma placa memorial para a tripulação do avião de exploração soviético Tupolev Tu-95 RTs, que decolou de Cuba em 4 de agosto de 1976 e caiu no Caribe durante uma missão de combate.
Em 3 de maio de 2025, numa manhã de sábado, o presidente Miguel Díaz-Canel Bermúdez abriu a cerimônia militar em comemoração ao "Aniversário de 80 anos da Vitória sobre o fascismo", em homenagem ao Dia da Vitória na Europa no Memorial ao Soldado Internacionalista Soviético. A cerimônia começou com a deposição de coroas de flores diante da chama eterna. O ato foi seguido por um discurso de Viktor Koronelli, embaixador da Federação Russa em Cuba, e a cerimônia foi concluída com a marcha em revista das tropas. Os participantes então depositaram rosas diante do busto em homenagem ao General Issa Pliyev. Por sua vez, o presidente cubano foi a Moscou para o Desfile da Vitória de 9 de maio, data em que é comemorada a vitória na Rússia, e depositou flores no Túmulo do Soldado Desconhecido, no Jardim de Alexandre, ao lado do Muro Ocidental do Kremlin.

## Lista dos mortos
| Nº | Nome                                 | Tempo de vida |
| -- | ------------------------------------ | ------------- |
| 1  | Anatoliy Ivanovich Mazurin           | 1940 – 1962   |
| 2  | Vladimir Valentinovich Moroz         | 1935 – 1962   |
| 3  | Anatoliy Semyonovich Bogach          | 1941 – 1962   |
| 4  | Anatoliy Fyodorovich Plisko          | 1939 – 1962   |
| 5  | Yuriy Dimitrovich Pletnyov           | 1940 – 1962   |
| 6  | Viktor Nikolayevich Shteynikov       | 1938 – 1962   |
| 7  | Pavel Vasilyevich Yermolayev         | 1940 – 1962   |
| 8  | Viktor Fyodorovich Chernyshov        | 1942 – 1962   |
| 9  | Ivan Ivanovich Zuyev                 | 1940 – 1962   |
| 10 | Iman Namaz-ogly Zeynalov             | 1942 – 1963   |
| 11 | Nina Ivanovna Volkova                | 1936 – 1963   |
| 12 | Vladimir Sevastyanovich Baranov      | 1942 – 1963   |
| 13 | Yuriy Leonidovich Gryaznov           | 1941 – 1963   |
| 14 | Fyodor Fyodorovich Galich            | 1941 – 1963   |
| 15 | Nikolay Yegorovich Syromolotov       | 1941 – 1963   |
| 16 | Viktor Vasilyevich Shein             | 1940 – 1963   |
| 17 | Voroshil Shakhnavazovich Askadinov   | 1941 – 1963   |
| 18 | Tagir Akhunovich Akhunov             | 1940 – 1963   |
| 19 | Vladimir Yaroslavovich Tschaikovskiy | 1940 – 1963   |
| 20 | Nikolay Mikhailovich Tabayev         | 1939 – 1963   |
| 21 | Mikhail Zakharovich Lupashko         | 1942 – 1963   |
| 22 | Boris Mikhailovich Trunov            | 1940 – 1963   |
| 23 | Viktor Andreyevich Tevs              | 1941 – 1963   |
| 24 | Viktor Vladimirovich Zabrodskiy      | 1932 – 1964   |
| 25 | Pyotr Valeryanovich Isakov           | 1941 – 1964   |
| 26 | Mikhail Ivanovich Tscherenschikov    | 1942 – 1964   |
| 27 | Vitaliy Anisimovich Fyodorov         | 1933 – 1964   |
| 28 | Anatoliy Vasilyevich Tsvetkov        | 1941 – 1964   |
| 29 | Aleksey Semyonovich Bulkin           | 1942 – 1964   |
| 30 | Anatoliy Ivanovich Rodin             | 1942 – 1964   |
| 31 | Vasiliy Ivanovich Sergeyev           | 1944 – 1966   |
| 32 | Viktor Borisovich Miyeyev            | 1941 – 1962   |
| 33 | Vladimir Fedoseyevich Dukmasov       | 1940 – 1962   |
| 34 | Soldado desconhecido                 | —             |
| 35 | Sergey Aleksandrovich Komarov        | 1938 – 1962   |
| 36 | Alekandr Pavlovich Sokolov           | 1941 – 1962   |
| 37 | Nikolay Ivanovich Kondratov          | 1943 – 1966   |
| 38 | Aleksandr Ivanovich Vremya           | 1944 – 1965   |
| 39 | Nikolay Konstantinovich Popov        | 1942 – 1964   |
| 40 | Nikolay Mikhailovich Rayev           | 1941 – 1964   |
| 41 | Yuriy Alekseevich Sidorov            | 1941 – 1964   |
| 42 | Valeriy Vasilyevich Rybnikov         | 1942 – 1964   |
| 43 | Zle Rakhimbekovich Mukhatov          | 1940 – 1964   |
| 44 | Ivan Panteleyevich Platon            | 1942 – 1964   |
| 45 | Aleksandr Aleksandrovich Marulin     | 1942 – 1963   |
| 46 | Eduard Vyacheslavovich Kasatkin      | 1938 – 1963   |
| 47 | Viktor Pavlovich Makarenko           | 1940 – 1963   |
| 48 | Rudolf Arkadyevich Preobrazhenskiy   | 1940 – 1963   |
| 49 | Vladimir Alekseyevich Prygayev       | 1938 – 1963   |
| 50 | Valeriy Konstantinovich Fyodorov     | 1940 – 1963   |
| 51 | Kurantay Aydarovich Absimetov        | 1941 – 1963   |
| 52 | Ivan Fyodorovich Vasilyev            | 1942 – 1963   |
| 53 | Gennadiy Fyodorovich Sergeyev        | 1942 – 1963   |
| 54 | Boris Nikolayevich Kuznetsov         | 1940 – 1963   |
| 55 | Oleg Nikolayevich Panferov           | 1941 – 1963   |
| 56 | Vasiliy Konstantinovich Afanasyev    | 1942 – 1963   |
| 57 | Yevgeniy Aleksandrovich Shergin      | 1940 – 1963   |
| 58 | Viktor Kuzmich Pogorelov             | 1941 – 1963   |
| 59 | Aleksandr Nikolayevich Strelnikov    | 1938 – 1963   |
| 60 | Vladimir Nesterovich Zablotskiy      | 1942 – 1962   |
| 61 | Vladimir Nikolayevich Kanygin        | 1939 – 1962   |
| 62 | Nikolay Makarovich Obidnov           | 1938 – 1962   |
| 63 | Gennadiy Ivanovich Agantsev          | 1940 – 1962   |
| 64 | Vladimir Nikolayevich Sukhomlin      | 1939 – 1962   |
| 65 | Gennadiy Timofeyevich Boryushkin     | 1940 – 1962   |
| 66 | Nikolay Yegorovich Fominov           | 1940 – 1962   |
| 67 | Nikolay Nikolayevich Sheykin         | 1941 – 1962   |
| 68 | Yuriy Vladimirovich Yakovlev         | 1941 – 1962   |

## Localização
O Memorial ao Soldado Internacionalista Soviético está localizado no município de San Antonio de los Baños, cerca de 20 quilômetros a oeste de Havana, para mostrar a gratidão do povo cubano aos soldados soviéticos que estavam estacionados em Cuba para defender a Revolução. O memorial está situado perto da antiga Estação SIGINT de Lourdes e da Rodovia San Pedro.